# شعار كوراساو

شعار كوراساو

شعار كوراساو هو الشعار الرسمي لدولة كوراساو. يتكون من تاج يمثل العائلة الملكية الهولندية. على الجانب الأيسر، يظهر قارب يمثل التجارة. في الوسط، يظهر شعار أمستردام، يشير إلى العلاقات التجارية. وفي الجانب الأيمن، تظهر شجرة برتقال كوراساوي.